# Kościół Trójcy Świętej w Miłoradzicach
Kościół Trójcy Świętej w Miłoradzicach – rzymskokatolicki kościół parafialny zlokalizowany w Miłoradzicach w województwie dolnośląskim, w powiecie lubińskim, w gminie Lubin. Funkcjonuje przy nim parafia Świętej Trójcy.

## Historia
Po raz pierwszy kościół był we wsi wzmiankowany w 1298. Obecny obiekt zbudowano w XV wieku dla lokalnej społeczności protestanckiej, a potem gruntownie przebudowano w 1674 oraz w XIX wieku. W 1945 obiekt został zniszczony w 80% w trakcie działań II wojny światowej. Parafię przy kościele erygowano 1 stycznia 1958 (podział parafii Lubin, Prochowice i Zimna Woda). Od 1949 parafię prowadzą salezjanie

## Architektura
Świątynia jest murowana (wzniesiona na rzucie prostokąta), orientowana i jednonawowa. Od zachodu ma przybudowaną wieżę na planie czworoboku, która jest od zachodu oszkarpowana, natomiast w górnej kondygnacji ośmiokątna. Pokrywa ją barokowy hełm z latarnią. Dachy nakrywające korpus nawowy są dwuspadowe. Do prezbiterium dobudowana jest zakrystia z lożą kolatorską. Od południa do kościoła przylega barokowa kaplica grobowa rodziny von Mohl (około 1690). 

## Wnętrze
Do zachowanego wyposażenia należą: 
- drewniana nastawa ołtarzowa, wczesnobarokowa (około 1640),
- przedstawienia malarskie z parapetu schodów ambony (XVII wiek) - dwie sztuki,
- chrzcielnica drewniana z polichromią z 1696,
- nagrobki figuralne i kamienne epitafia z XVI oraz XVII wieku,
- polichromie stropowe nad lożą kolatorską, w tym m.in. przedstawienie Wyznania Augsburskiego cesarzowi[1].

## Galeria

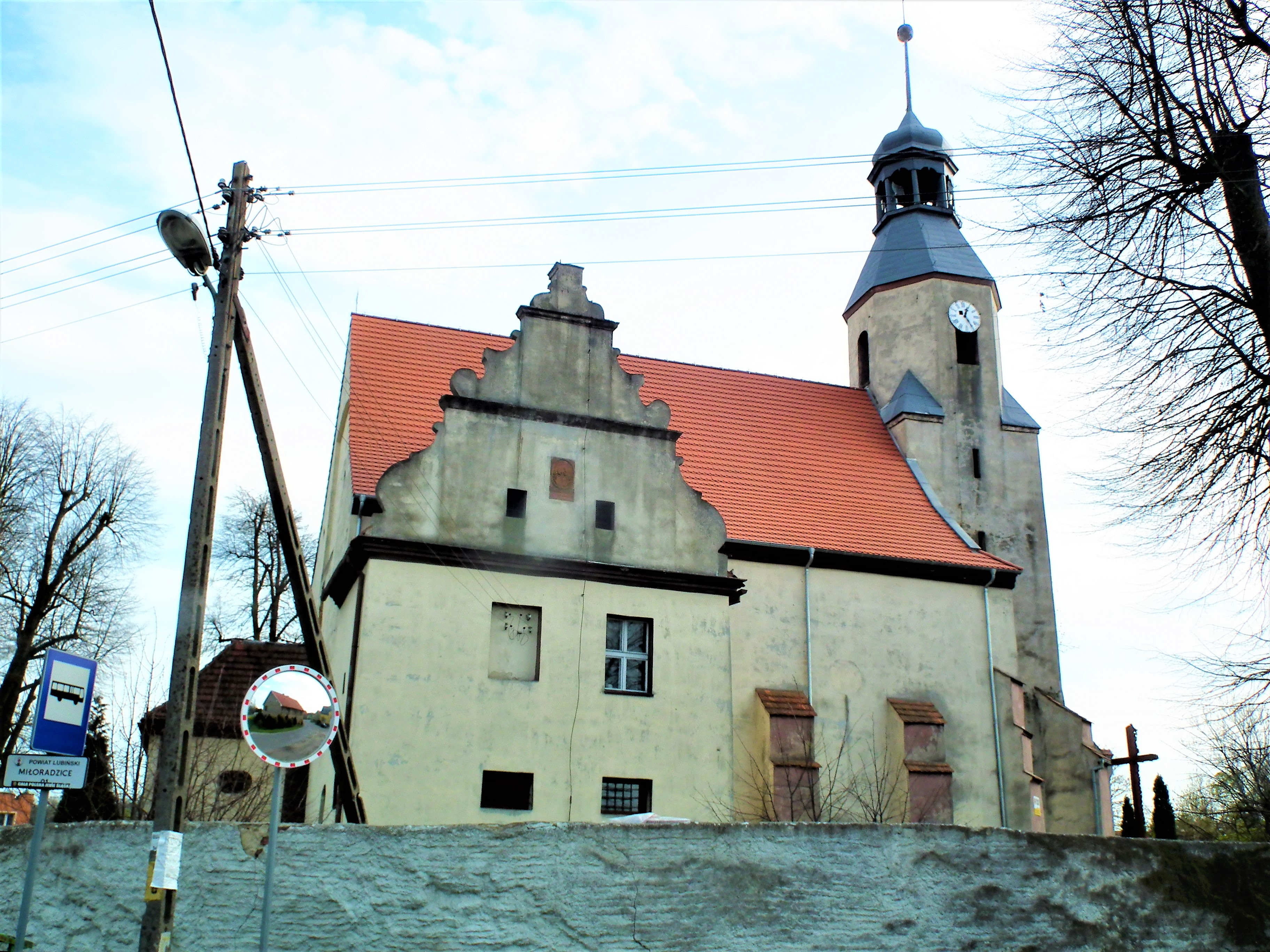
Widok ogólny
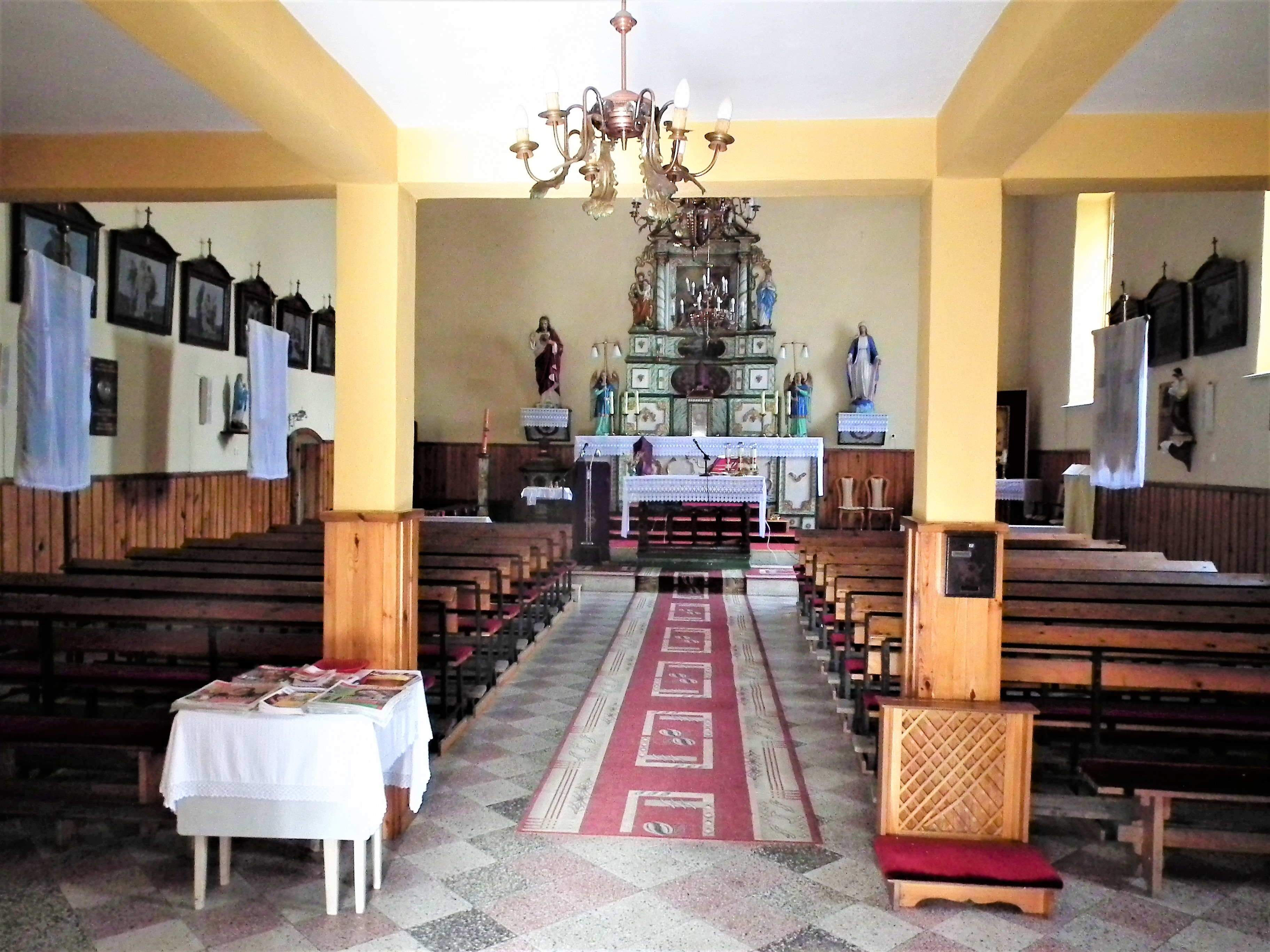
Wnętrze z ołtarzem
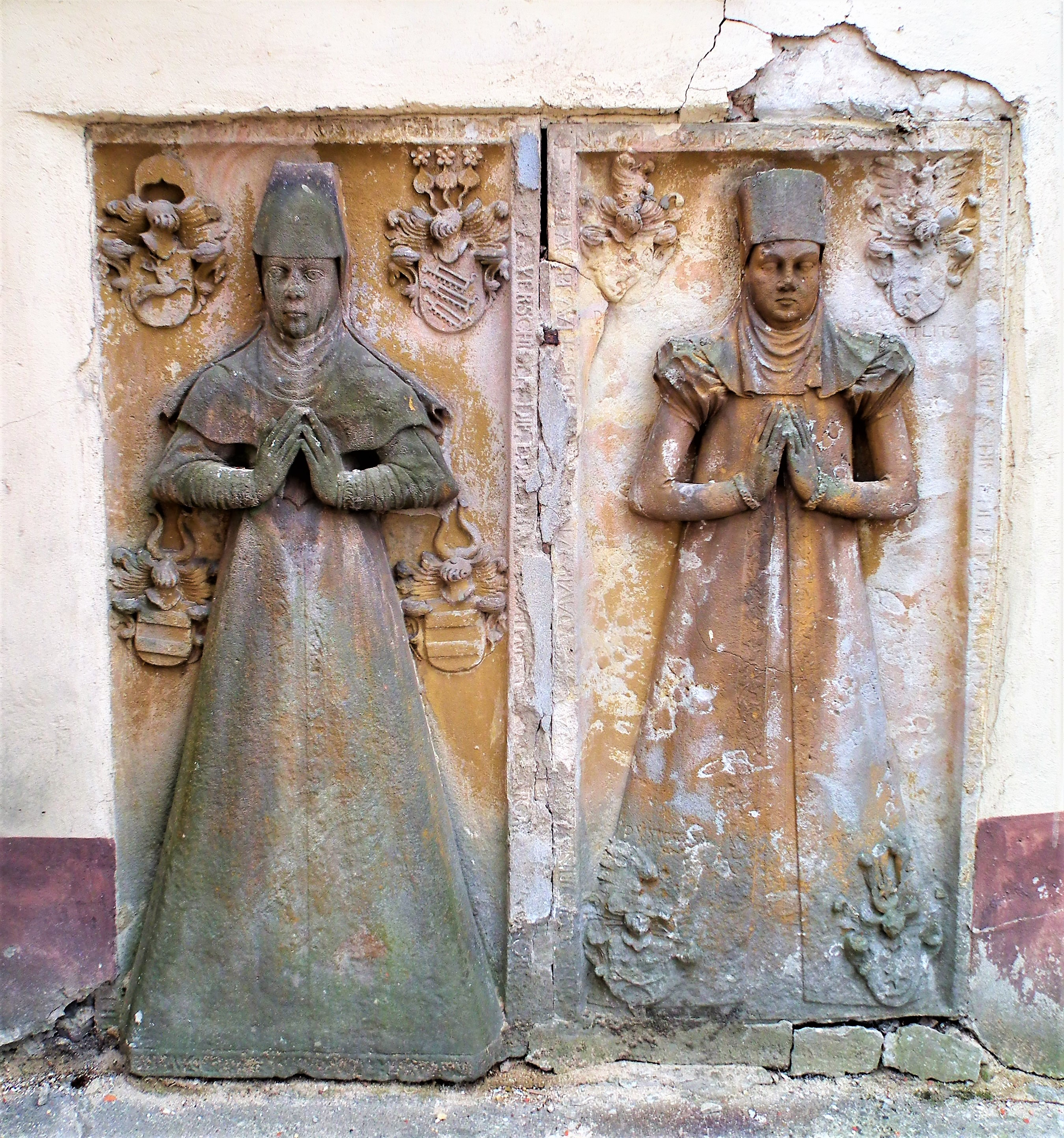
Dwie spośród płyt nagrobnych